# Tranquilino Garcete
Tranquilino Garcete (Asunción, 9 gennaio 1907 – 1º novembre 2000) è stato un calciatore paraguaiano, di ruolo centrocampista.

## Carriera

### Nazionale
Partecipò con il Paraguay al Mondiale di calcio del 1930, in cui giocò una partita.